# Zvončín
Zvončín é um município da Eslováquia, situado no distrito de Trnava, na região de Trnava. Tem 8,24 km² de área e sua população em 2019 foi estimada em 864 habitantes.

## Demografia
| Ano:        | 1994 | 2004 | 2014    | 2024    |
| ----------- | ---- | ---- | ------- | ------- |
| Broj ljudi: | 0    | 658  | 796     | 1039    |
| Razlika:    |      | –    | +20,97% | +30,52% |

| Ano:               | 2023 | 2024   |
| ------------------ | ---- | ------ |
| Número de pessoas: | 1028 | 1039   |
| Diferença:         |      | +1,07% |